# Adolf Jarisch junior
Adolf Jarisch junior (* 23. Februar 1891 in Innsbruck, Österreich-Ungarn; † 31. August 1965 ebenda) war wie sein Vater Adolf Jarisch senior ein österreichischer Mediziner und als Pharmakologe ein weltberühmter Forscher. 

## Leben
Jarisch absolvierte nach dem Abschluss seiner Schullaufbahn ein Studium der Medizin an der Universität Innsbruck mit dem Schwerpunkt Pharmakologie und promovierte 1914 an der Universität Graz zum Dr. med. Danach leistete Jarisch Kriegsdienst während des Ersten Weltkrieges.
Ab Anfang Februar 1919 war Jarisch am Pharmakologischen Institut der Universität Graz tätig, wo er Assistent des späteren Nobelpreisträgers Otto Loewi wurde. Jarisch leitete ab 1924 das Pharmakologische Institut in Innsbruck. Von 1930 bis 1931 war Jarisch kurzzeitig an der Universität Düsseldorf tätig, bevor er wieder auf seinen Posten nach Innsbruck zurückkehrte.
Jarisch etablierte die Pharmakologie in Innsbruck und wurde dort Professor und Ordinarius. Heute noch trägt ein kardiogener Reflex seinen Namen. Ihm gelang 1937 der experimentelle Nachweis des 1867 von Albert von Bezold (1836–1868) beschriebenen Kreislaufeffektes, der heutzutage unter der Bezeichnung Bezold-Jarisch-Reflex bekannt ist. 1958 wurde er emeritiert. Im Jahr 1940 wurde er zum Mitglied der Leopoldina gewählt.
Während des Zweiten Weltkrieges widmete sich Jarisch auch der Luftwaffenforschung und nahm am 26. und 27. Oktober 1942 an der Tagung über Ärztliche Fragen bei Seenot und Winternot in Nürnberg teil, wo auch über die „Unterkühlungsversuche“ im KZ Dachau referiert wurde.